# Канцлер великий литовский
Ка́нцлер вели́кий лито́вский (до 1569 — канцлер; пол. Kanclerz wielki litewski) — должностное лицо в Великом княжестве Литовском, глава великокняжеской канцелярии, хранитель большой государственной печати, член Рады.
Должность введена в XV веке. Первым достоверно известным канцлером Великого княжества Литовского был Судзивой Волимонтович (1441); сведение о занятие этой должности в 1429 году Николаем Малдриком исследователями ставится под сомнение. Изначально канцлер выполнял функции главного писаря и руководителя канцелярии Великого княжества Литовского, отвечал за документационное обслуживание деятельности великого князя и озвучивание его решений. С середины XIV века канцлер — член Рады. Во второй половине XIV века сложилась практика, согласно которой должности канцлера и воеводы виленского занимало одно и то же лицо, что было актуально до конца существования государства, хотя из этой практики бывали и исключения.
Примерно в начале XVI века канцлер стал выполнять функции министра юстиции. С этого времени великий князь стал поручать канцлеру разработку общегосударственных сводов законов, известных как Статуты Великого княжества Литовского. В 1520-х годах великий князь иногда поручал канцлерам контроль за поступление некоторых видов государственных и великокняжеских доходов, но уже в 1530-х годах подобное не практиковалось, а эти функции стали выполнять земские подскарбии. Наиболее значимой должность канцлера была во второй половине XVI века, когда её занимали последовательно видные государственные деятели Великого княжества Литовского — Остафий Волович (1579—1587) и Лев Сапега (1589—1623).
Канцлер являлся хранителем большой государственной печати, в связи с чем иногда назывался печатарем. Другим печатарем был заместитель канцлера — подканцлер, который хранил малую печать (до создании должности подканцлера в 1566 году печать была одна). В подчинении канцлера находились сотрудники канцелярии. Известны случаи, когда канцлеры, стремясь расширить своё влияние на канцелярию, привлекали к её работе своих личных писарей или добивались назначения на должность писарей своих людей. Согласно присяге, которую приносил канцлер при вступлении в должность, он обязался не издавать без соизволения великого князя документы, могущие повредить Великому княжеству или монарху.
Назначался пожизненно из представителей знати. Канцлер был обязан докладывать великому князю и Раде о государственных делах. Канцлер мог отказаться опечатывать документ, если тот, по его мнению, противоречил законам. Также канцлеры зачастую вели переговоры с иностранными государствами, а также хранили копии документов (Литовская метрика).
После Люблинской унии 1569 года канцлер вошёл в состав Сената Речи Посполитой, занимался иностранными делами вместе с коронным (польским) канцлером. Считался вторым (после маршалка) министром. В качестве платы получал от великого князя в держание староство (земельное владение, принадлежащее казне). Также получал плату за выполнение многих своих обязанностей, в том числе за опечатывание документов.